# Porta San Lorenzo
La Porta San Lorenzo, ou Porta Garibaldi (en dialecte de Bergamasque Pórta San Lorèns), est la plus petite des portes d'accès des murs vénitiens à la partie haute de la ville de Bergame.  En 1561 Bergame fut considérée comme une ville frontalière entre les territoires sous domination vénitienne et les Milanais qui, après la mort de François II Sforza (1535) et la paix de Cateau-Cambrésis (1559) était devenue une province espagnole. Pour défendre cet avant-poste vénitien, et compte tenu de l'immense patrimoine que la république devait investir, les murs vénitiens ont été construits. Les portes d'accès ont été insérées dans les quatre points cardinaux, en prenant le nom des églises présentes : Porta San Lorenzo, Porta San Giacomo, Porta Sant'Agostino et Porta Sant'Alessandro. Chacune portait le Lion de saint Marc, le symbole de Venise, et était un point de connexion avec les différents endroits. Les portes gardaient le contrôle à l'accès à la ville haute, et étaient fermées tous les soirs jusqu'au XXe siècle. 
Le 9 juillet 2017, les murs vénitiens et ses quatre portes ont été intégrés à l'UNESCO en tant que site du patrimoine mondial, dans le site transnational Ouvrages de défense vénitiens entre le XVIe et XVIIe siècles : Stato da Terra-État de la mer occidentale.